# Гінзбург Михайло Давидович
Михайло Давидович Гінзбург — український науковець, доктор технічних наук, професор, академік Української нафтогазової академії (УНГА), спеціаліст у галузі автоматизації та нормативно-термінологічного забезпечення. Член редколегії журналів «Нафтова і газова промисловість», «Стандартизація, сертифікація, якість», «Технология приборостроения», «Метрологія та прилади», «Екоінформ», «Трубопровідний транспорт». Член технічних комітетів стандартизації: ТК 133 «Газ природний» і ТК 19 «Науково-технічна термінологія» та голова підкомітету № 3 «Термінологія» ТК 133. Заступник Голови термінологічної комісії УНГА.

## Біографічні відомості
Народився 3 листопада 1952 року в м. Харків у сім'ї службовців: батько — Гінзбург Давид Мойсейович (1914—1980), мати — Естрін Белла Самойлівна (1918—2007).
Закінчивши 1969 року фізико-математичну школу, вступив на фізичний факультет Харківського державного університету ім. О. М. Горького (нині — Харківський національний університет ім. В. Н. Каразіна), який закінчив 1974 року з відзнакою за спеціальністю «фізика». За призначенням працював учителем фізики у середній школі (1974—1977). а з 1977 року — інженером і старшим інженером в інституті «Важпромавтоматика».
З 1982 року працює в науково-дослідних установах нафтогазового комплексу: інституті НДПІАСУтрансгаз (з 1982—2007), а після його зліквідування у ДП «Науканафтогаз» (січень — жовтень 2008), Харківському територіальному центрі НВЦ «Техдіагаз» (листопад 2008—2009 рр.), Інституті транспорту газу (з 2010 року) на посадах старшого інженера, старшого наукового співробітника (з 1983 року), завідувача сектору (з 1986 року), відділу (з 1989 року), Термінологічного центру (з 2001 року), Нормативно-термінологічного центру (з 2005 року), завідувача відділу (січень — жовтень 2008), заступника начальника відділу (листопад 2008—2009), начальника відділу (з 2010 року).

## Наукова діяльність у сфері теоретичної фізики (1974—1983рр.)
Ще в університеті, виконуючи курсову і дипломну роботу під керівництвом доктора фізико-математичних наук професора Льва Елєазаровича Паргаманіка, почав розробляти квантовостатистичні методи розрахунків проміння низькотемпературної плазми. Спрямувати ці дослідження на практичні потреби метрології дав змогу вступ 1976 року до заочної аспірантури при Харківському науково-дослідному інституті метрології (науковий керівник кандидат фізико-математичних наук Віталій Євгенович Фінкельштейн), яку закінчив 1980 року з поданням дисертації на захист. У дисертаційній роботі створено квантовостатистичну теорію для розрахунків форми ліній водню та водневого континууму, а на її основі розраховано таблиці інтенсивності проміння плазми водню в області ближнього та вакуумного ультрафіолету, що їх використовували для калібрування водневих плазмових випромінювачів в Харківському науково-дослідному інституті метрології та Інституті високих температур АН СРСР (м. Москва). Цю дисертацію на здобуття наукового ступеня кандидата фізико-математичних наук М. Д. Гінзбург захистив 5.01.1983 в спеціалізованій вченій раді Інституту високих температур АН СРСР (м. Москва).

## Наукова діяльність у сфері автоматизованого проєктування (1982—1994рр.)
1982 року за запрошенням директора інституту НДПІАСУтрансгаз Володимира Васильовича Дубровського М. Д. Гінзбург перейшов у підрозділ систем автоматизованого проектування (САПР), що його заснував кандидат технічних наук Володимир Борисович Шифрін. Після передчасної смерті В. Б. Шифріна 1986 року М. Д. Гінзбург очолив цей підрозділ, науковим доробком якого стало сімейство САПР комплексу технічних засобів «Сапфір» («Сапфір-81», «Сапфір-84», «Сапфір-87», «Сапфір-89» на ЄС ЕОМ, АРМ «Сапфір-91» та АРМ «Сапфір-92» на персональних комп'ютерах). За розроблення системи «Сапфір-87» 22.07.1988 М. Д. Гінзбурга нагороджено срібною медаллю ВДНГ СРСР.
З 1984 по 1992 роки за допомогою систем сімейства «Сапфір» проектні інститути Мінгазпрому СРСР виконали понад 120 проектів телемеханізації та автоматизації об'єктів транспортування газу, зокрема для магістральних газопроводів:
- «СРТО — Сургут — Омск»
- «Кременчук — Ананьїв — Чернівці — Богородчани»
- «Єлець — Кременчук — Кривий Ріг»
- «Курськ — Київ»
- «Ананьїв — Тирасполь — Ізмаїл»
- «Північний Кавказ — Закавказзя»
- «Ямбург — Тула»
- «Ямбург — Західний кордон СРСР»
- «Ямбург — Єлець»
- газопроводи-відводи
- конденсатопровід «Оренбург — Сизрань».

Також автоматизовано розроблено бази уніфікованих проектних рішень систем телемеханізації для газопроводів «Ямал-Захід», «СРТО-Торжок», що їх впроваджено в проектних інститутах галузі.
Науковий доробок систем «Сапфір» узагальнено в докторській дисертації на здобуття наукового ступеня доктора технічних наук, яку М. Д. Гінзбург захистив 07.04.1994 у спеціалізованій вченій раді Харківського політехнічного інституту (нині — Національний технічний університет «Харківській політехнічний інститут»).

## Наукова діяльність у сфері нормативно-термінологічного забезпечення (з 1995 року)
1995 року підрозділу інституту НДПІАСУтрансгаз на чолі з М. Д. Гінзбургом поставили завдання сформувати єдину та однозначно зрозумілу для фахівців нафтогазового комплексу автентичну українську термінологію.
На виконання програми, затвердженої НАК «Нафтогаз України», розроблено серію з 19 тримовних російсько-українсько-англійських тлумачних словників, з яких 12 було надруковано. За «Тлумачний словник-довідник з автоматизації, телемеханізації та використання обчислювальної техніки для працівників газової промисловості» М. Д. Гінзбург отримав премію УНГА ІІ ступеня за 1998 рік.
З 2000 року очолив розробляння національних термінологічних стандартів для нафтогазового комплексу, з яких протягом 2004—2008 років затверджено шість (їхній перелік наведено нижче). М. Д. Гінзбург був членом Науково-технічної комісії (НТК) з питань термінології при Держстандарті України.
Відділ, що його очолював М. Д. Гінзбург, 2000 року було реорганізовано в галузевий Термінологічний центр, а з 2005 року його функції було розширено і він став Нормативно-термінологічним.
Як завідувач центру М. Д. Гінзбург розробив методику, керував проведенням і особисто проводив термінологічну експертизу проектів нормативних документів перед їх затвердженням та навчально-методичної літератури перед поданням на грифування. На шпальтах 13 фахових видань, зокрема «Нафтова і газова промисловість», «Стандартизація, сертифікація, якість», «Ринок інсталяцій», «Електроінформ», «Метрологія та прилади» у спеціальних рубриках з 2000 по 2012 р. надрукував близько 200 термінологічних консультації і порад, у яких стисло викладено основні правила сучасного українського наукового і ділового стилю, положення чинних нормативних документів, дано відповіді на складні питання, що виникають у фахівців. Зініціював створення електронного консультпункту, що виріс у термінологічний сайт, на якому подано засадничі матеріали з питань термінології та термінологічні поради, що дає змогу оперативно донести їх до найширшого кола користувачів, предусім до молоді.
Під науковим керівництвом і за безпосередньої участі М. Д. Гінзбурга 2004 року створена та постійно розвивається автоматизована інформаційно-пошукова система чинних повнотекстових нормативних документів (система Hammer), користувачами якої у 2012 році є понад 800 працівників ДК «Укртрансгаз», та постійно актуалізується її база даних.

## Викладацька діяльність
З 1988 року М. Д. Гінзбург за сумісництвом викладає у вищих навчальних закладах: Українській інженерно-педагогічній академії (1988—2011) та Харківському національному університеті радіоелектроніки (з 1994 року). 1991 року йому присвоєно вчене звання доцента, 1995 — професора кафедри інформатики та обчислювальної техніки.

## Основні праці
Має понад 500 публікацій, зокрема 12 монографії, 1 довідник, 7 навчальних посібників із грифом Міністерства освіти України, 17 свідоцтв на комп'ютерні програми й бази даних. Повні тексти праць з нормативно-термінологічного забезпечення подано на сторінці «Хто є хто?» сайту Технічного комітету стандартизації науково-технічної термінології [Архівовано 21 лютого 2014 у Wayback Machine.].

### Надруковані словники
- Тлумачний словник-довідник з автоматизації, телемеханізації та використання обчислювальної техніки для працівників газової промисловості. Основні терміни: близько 4000 термінів / В. В. Дубровський, М. Д. Гінзбург, В. О. Добридень та ін.; За заг. ред. М. Д. Гінзбурга, З. П. Осінчука, Б. І. Педька. — Харків, 1997. — 536 с.
- Комп'ютерознавство: українсько-російсько-англійський навчальний тлумачний словник. Основні терміни: близько 2500 термінів / А. І. Прокопенко, М. Д. Гінзбург, В. Г. Вайнер; За ред. В. Г. Вайнера, М. Д. Гінзбурга. — Харків: АТ «Бізнес Інформ», 1997. — 344 с.
- Російсько-українсько-англійський словник з газовимірювань, якості газу та метрології. Основні терміни: близько 3000 термінів / Уклад. М. Д. Гінзбург, І. А. Гордієнко, І. М. Корніловська та ін.; За заг. ред. В. В. Розгонюка. — Харків, 1998. — 312 с.
- Тлумачний російсько-українсько-англійський словник з охорони праці, технічного нагляду, безпеки дорожнього руху та пожежної безпеки. Основні терміни: близько 2700 термінів / М. Д. Гінзбург, Н. І. Азімова, О. О. Болокан та ін.; За заг. ред. В. В. Розгонюка. — Харків, 1998. — 536 с.
- Тлумачний російсько-українсько-англійський словник з енергетики. Основні терміни: понад 3500 термінів / М. Д. Гінзбург, Н. І. Азімова, М. В. Чернець та ін.; За заг. ред. А. А. Рудніка. — Харків, 1999. — 752 с.
- Тлумачний російсько-українсько-англійський словник з надійності газотранспортного обладнання та систем. Основні терміни: понад 2500 термінів / М. Д. Гінзбург, М. В. Чернець, Н. І. Азімова та ін.; За заг. ред. А. А. Рудніка. — Харків, 1999. — 560 с.
- Тлумачний російсько-українсько-англійський словник з інтелектуальної власності. Основні терміни: понад 2000 термінів / М. Д. Гінзбург, І. О. Требульова, Л. М. Дунаєвський та ін.; За заг. ред. А. А. Рудніка. — Харків, 1999. — 560 с.
- Короткий російсько-українсько-англійський словник з ергономіки / М. Д. Гінзбург, І. О. Требульова // Ергономіка інформаційних технологій: Навч. посібник / А. Т. Ашеров, С. А. Капленко, В. В. Чубук. — Харків: ХДЕУ, 2000. — С. 175—221.
- Тлумачний російсько-українсько-англійський словник з екології. Основні терміни: близько 3500 термінів / М. Д. Гінзбург, Н. І. Азимова, І. О. Требульова та ін.; За заг. ред. А. А. Рудніка. — Харків, 2000. — 734 с.
- Тлумачний російсько-українсько-англійський словник із протикорозійного захисту газопроводів. Основні терміни: близько 2800 термінів / М. Д. Гінзбург, М. В. Чернець, І. М. Корніловська та ін.; За заг. ред. А. А. Рудніка. — Харків, 2000. — 616 с.
- Новий російсько-українсько-англійський тлумачний словник з інформатики. Основні терміни: близько 3300 термінів / М. Д. Гінзбург, Л. І. Білоусова, І. М. Корніловська та ін.; За ред. М. Д. Гінзбурга. — Харків: «Корвін», 2002. — 656 с.
- Тлумачний російсько-англійсько-український словник з електро- та радіозв'язку: Навчальний посібник для ВНЗ / О. О. Артемов, О. В. Гайдук, М. Д. Гінзбург та ін.; За ред. М. Д. Гінзбурга, Г. І. Загарія. — Харків: «Регіон-інформ», ХФВ «Транспорт України», 2002. — 552 с.

### Посібники з української фахової мови
- Практичний посібник для працівників газової промисловості зі складних випадків слововживання в українській діловій мові / М. Д. Гінзбург, І. О. Требульова, І. М. Корніловська та ін. — Харків, 1999. — 128 с.
- Українська ділова мова: практичний посібник на щодень / М. Д. Гінзбург, І. О. Требульова, С. Д. Левіна, І. М. Корніловська; За ред. М. Д. Гінзбурга. — Харків: Торсінг, 2003. — 592 с.
- Українська ділова і фахова мова: практичний посібник на щодень / М. Д. Гінзбург, І. О. Требульова, С. Д. Левіна, І. М. Корніловська ; За ред. М. Д. Гінзбурга. — 2-ге вид., випр. і доп. — К.: Фірма «ІНКОС», Центр навчальної літератури, 2007. — 672 с.

### Затверджені національні термінологічні стандарти
- ДСТУ 4313:2004 Газ природний горючий. Вимірювання витрати. Терміни та визначення понять
- ДСТУ 4314:2004 Газ природний горючий. Транспортування. Терміни та визначення понять
- ДСТУ 4611:2006 Магістральні трубопроводи. Терміни та визначення основних понять
- ДСТУ 4612:2006 Магістральні трубопроводи. Захист протикорозійний. Терміни та визначення понять
- ДСТУ 4632:2006 Нафта. Збирання та підготовляння. Терміни та визначення понять
- ДСТУ ISO 1998-5:2008 Промисловість нафтова. Терміни та визначення понять. Частина 5. Транспортування, зберігання, розподіляння (ISO 1998-5:1998, IDT)

### Основні праці з теорії стандартизації та технічного регулювання
- Гінзбург М. Правові аспекти розроблення національних нормативних документів за кошти суб'єктів господарювання / М. Гінзбург // Стандартизація, сертифікація, якість, 2004. — № 5. — C. 34—37.
- Гінзбург М. Спроба класифікації українських нормативних документів / М. Гінзбург // Стандартизація, сертифікація, якість, 2005. — № 2. С. 13—19.
- Гінзбург М. Щодо створення на підприємствах фондів нормативних документів / М. Гінзбург // Стандартизація, сертифікація, якість, 2010. — № 3. — С. 25—30.
- Гінзбург М. Діяльність органів державного нагляду у сфері технічного регулювання: зміни спричинені адміністративною реформою / М. Гінзбург // Стандартизація, сертифікація, якість, 2011. — № 6. — С. 33—40.
- Гінзбург М. Законодавче забезпечення подальшого реформування системи технічного регулювання / Михайло Гінзбург // Юридичний журнал, 2012. — № 1. — С. 86—95.
- Гінзбург М. Єдине нормативне поле технічного регулювання та стандартизації / М. Гінзбург // Стандартизація, сертифікація, якість, 2012. — № 1. — С. 23—32.

### Статті
- Синтаксичні конструкції у фахових текстах: практичні висновки з рекомендацій мовознавців [Архівовано 21 квітня 2016 у Wayback Machine.].